# Parker Pyne indaga
Parker Pyne indaga è una raccolta di racconti gialli scritti da Agatha Christie fra il 1932 e il 1933 e pubblicati per la prima volta nel 1934.

## Trama
Siete felici? Se la risposta è no, consultate Mr. Parker Pyne, Richmond Street, 17. Questo è l'annuncio che compare sui giornali e che introduce Mr. Parker Pyne. Il libro raccoglie dodici racconti gialli:
- Il caso della moglie di mezz'età
- Il caso del militare scontento
- Il caso della signora disperata
- Il caso del marito scontento
- Il caso dell'impiegato della City
- Il caso della ricca signora
- Hai tutto quello che ti occorre?
- La porta di Baghdad
- La casa di Shiraz
- Una perla di valore
- Morte sul Nilo
- L'oracolo di Delfi

## Curiosità
- Questa raccolta di racconti segna l'esordio letterario di Parker Pyne, infatti queste sono le prime storie in cui compare il nuovo investigatore creato dalla scrittrice. Parker Pyne è un impiegato statale in pensione, che vuole mettere a disposizione delle persone l'esperienza accumulata in trentacinque anni passati a compilare statistiche.
- I primi sei racconti della raccolta hanno come ambientazione l'Inghilterra, mentre gli ultimi sei hanno come sfondo l'estero, in particolare i luoghi che la scrittrice aveva visitato nel viaggio compiuto nel 1930 in Oriente.
- Nel racconto Hai tutto quello che ti occorre? la scrittrice usa una sottotrama che poi sarà completamente sviluppata ed utilizzata nel racconto Gli uccelli stinfali contenuto nella raccolta Le fatiche di Hercule.
- Compaiono per la prima volta in questi racconti la scrittrice Ariadne Oliver e la signorina Lemon, entrambe saranno poi presenti in altri romanzi della Christie al fianco di Poirot.
- Il racconto La porta di Bagdhad contiene una citazione di un'opera di Flecker, che poi sarà ripresa nel romanzo Le porte di Damasco, che avrà come protagonisti la coppia di investigatori dilettanti Tommy e Tuppence.

## Edizioni italiane
- Parker Pyne indaga, traduzione di Grazia M. Griffini, Collana Oscar Gialli n.94, Milano, Arnoldo Mondadori Editore, 1982. - Collana I Classici del Giallo Mondadori n.822, Mondadori, 1998; Collana Oscar Narrativa n.1512, Mondadori, 2000. Uscito anche in collane per gli editori: Mondolibri, Hachette, RBA, Corriere della Sera.
- Parker Pyne indaga, a cura di Masolino D'Amico, Milano, La Tartaruga nera, 1987.